# Paradise Hotel (Danmark, sæson 10)
 Denne artikel omhandler Paradise Hotel, sæson 10. Opslagsordet har også en anden betydning, se Paradise Hotel (flertydig).
Den tiende sæson af reality tv-serien Paradise Hotel Danmark blev sendt på TV3 fra den 27. januar 2014.
- Vært: Rikke Göransson
- Paradise After Dark vært: Kristian Luc
- Vinder: Martin (300.000 kr.) og Sandy (0 kr.)
- Finalister: Mille (0 kr.) og Christoffer (0 kr.)
- Jury: Henrik, Malene[note 1], Christian, Natasha, Benjamin, Laura, Kasper, Malte og Nathali
- Mr. Paradise: Michael[3]
- Miss Paradise: Malene[4]
- Kendt gæst: Klaus Riskær
- Titelmelodi: Babou - Supernova
- Antal afsnit: 72
- Antal deltagere: 37

## Deltagerne
| Navn                                      | Alder | Fra           | Tjekket ind | Tjekket ud | Grund til udtjekning |
| ----------------------------------------- | ----- | ------------- | ----------- | ---------- | --- |
| Martin Dengsø                             | 22    | Hvidovre      | Ep 28       | VINDER     | |
| Sandy Esko                                | 20    | Aalborg       | Ep 29       | VINDER     | |
| Christoffer Balslev                       | 25    | Aarhus        | Ep 57       | Finalen    | |
| Mille Lentz                               | 19    | Amager        | Ep 45       | Finalen    | |
| Nathali Albek, (Jury)                     | 24    | Nørrebro      | Ep 49       | Ep 71      | Stemt ud af Martin Dengsø og Sandy Esko |
| Malte Castro, (Jury)                      | 19    | Slagelse      | Ep 23       | Ep 70      | Stemt ud ved afstemning blandt de øvrige deltagere |
| Kasper Birch, (Jury)                      | 22    | Gentofte      | Ep 1, 65    | Ep 27, 69  | Ep 27: Fejlede sin mission som bortfører Ep 69: Stemt ud af Laura Elley Roebel efter hun selv røg ud                                                             |
| Laura Elley Roebel, (Jury)                | 18    | Aabenraa      | Ep 1        | Ep 69      | Stemt ud ved afstemning blandt de øvrige deltagere |
| Benjamin Ricardo Fernando Houlind, (Jury) | 25    | København S   | Ep 50       | Ep 68      | Valgt fra Nathali Albek til fordel for Christoffer Balslev |
| Natasha Månsson, (Jury)                   | 20    | Hvidovre      | Ep 55       | Ep 67      | Christian Nürnberg og Christine Malene Overgaard tog sin hævn på hende                                                                                           |
| Christian Nürnberg, (Jury)                | 26    | København     | Ep 25       | Ep 66      | Vandt ikke duellen mod Benjamin Ricardo Fernando Houlind og Nathali Albek                                                                                        |
| Christine Malene Overgaard, (Jury)        | 23    | Aalborg       | Ep 33, 65   | Ep 52, 66  | Ep 52: Valgt fra af Benjamin Ricardo Fernando Houlind til fordel for Sandy Esko Ep 66: Vandt ikke duellen mod Benjamin Ricardo Fernando Houlind og Nathali Albek |
| Morten Nielsen                            | 23    | København     | Ep 55, 65   | Ep 58, 66  | Ep 58: Stemt ud ved afstemning blandt de øvrige deltagere Ep 66: Kunne ikke danne par med Christian Nürnberg eller Christine Malene Overgaard                    |
| Henrik Houlberg Petersen, (Jury)          | 22    | Frederiksberg | Ep 2, 36    | Ep 28, 64  | Ep 28: Valgt fra af Laura Elley Roebel til fordel for Christian Nürnberg Ep 64: Valgt fra af Nathali Albek til fordel for Benjamin Ricardo Fernando Houlind      |
| Kristoffer Due                            | 23    | Lolland       | Ep 57       | Ep 60      | Fejlede sin mission |
| Nadia Mayland Stenberg                    | 19    | Glostrup      | Ep 1, 41    | Ep 35, 56  | Ep 35: Valgt fra af Malte Castro til fordel for Simone Thaulov Kofoed Ep 56: Valgt fra af Benjamin Ricardo Fernando Houlind til fordel for Nathali Albek         |
| Amanda Palm Nielsen                       | 19    | Kjellerup     | Ep 1, 54    | Ep 44, 54  | Ep 44: Valgt fra af Thomas Bødker til fordel for Laura Elley Roebel Ep 54: Stemt ud ved afstemning blandt de øvrige deltagere                                    |
| Thomas Bødker                             | 22    | Thyborøn      | Ep 39       | Ep 48      | Valgt fra af Laura Elley Roebel til fordel for Henrik Houlberg Petersen                                                                                          |
| Amalie Beck                               | 18    | Hillerød      | Ep 41       | Ep 46      | Var den sidste i kraniekæden |
| Simone Thaulov Kofoed                     | 20    | Slagelse      | Ep 17       | Ep 45      | Stemt ud af Henrik Houlberg Petersen, Christian Nürnberg og Thomas Bødker                                                                                        |
| Pernille Schrøder (Perle)                 | 23    | Randers       | Ep 37       | Ep 40      | Valgt fra af Christian Nürnberg til fordel for Christine Malene Overgaard                                                                                        |
| Danny Rosenberg                           | 25    | Ishøj         | Ep 9        | Ep 39      | Kunne ikke stole på Martin Dengsø og Malte Castro |
| Alexander Nissen (Sander)                 | 22    | Kolding       | Ep 30       | Ep 36      | Stemt ud ved afstemning blandt de øvrige deltagere |
| Camilla Normann Olsen                     | 19    | Skovlunde     | Ep 33       | Ep 34      | Stemt ud ved afstemning blandt de øvrige deltagere |
| Bekim Bloom                               | 25    | Ishøj         | Ep 20       | Ep 33      | Valgt fra af Amanda Palm Nielsen til fordel for Alexander Nissen (Sander)                                                                                        |
| Kimie Maria Kristiansen                   | 21    | Stenløse      | Ep 15       | Ep 32      | Stemt ud af Simone Thaulov Kofoed til fordel for Nadia Mayland Stenberg                                                                                          |
| Sophie Fie Klem                           | 22    | Frederiksberg | Ep 21       | Ep 24      | Valgt fra af Malte Castro til fordel for Simone Thaulov Kofoed                                                                                                   |
| Michael Houlberg Petersen                 | 26    | Frederiksberg | Ep 1        | Ep 22      | Forlod hotellet i stedet for Henrik Houlberg Petersen |
| Pernille Johansen                         | 19    | Hvidovre      | Ep 1        | Ep 20      | Valgt fra af Danny Rosenberg til fordel for Kimie Maria Kristiansen                                                                                              |
| Patrik Jensen                             | 25    | Ishøj         | Ep 1        | Ep 19      | Stemt ud af Lisanette Petersen efter hun selv røg ud |
| Lisanette Petersen                        | 24    | Holstebro     | Ep 17       | Ep 19      | Stemt ud ved afstemning blandt de øvrige deltagere |
| Natascha Cetiner                          | 22    | Hillerød      | Ep 6        | Ep 16      | Valgt fra af Danny Rosenberg til fordel for Pernille Johansen |
| Daniel Liam Stormly                       | 22    | København     | Ep 3        | Ep 13      | Valgte selv at forlade hotellet |
| Yakub Lyngholt Çeper                      | 23    | København S   | Ep 9        | Ep 11      | Stemt ud af Kasper Birch, Patrick Jensen og Henrik Houlberg Petersen                                                                                             |
| Majana Macêdo                             | 18    | Horsens       | Ep 5        | Ep 8       | Valgt fra af Patrick Jensen til fordel for Natascha Cetiner |
| Nikita Isabella Silberg                   | 21    | Roskilde      | Ep 1        | Ep 5       | Stemt ud af Nadia Mayland Stenberg, Pernille Johansen og Majana Macêdo                                                                                           |
| Simon Elley Roebel                        | 19    | Aabenraa      | Ep 1        | Ep 4       | Valgt fra af Laura Elley Roebel til fordel for Kasper Birch |

1. ↑  Christine Malene Overgaard kom ind på hotellet som en del af juryen, men måtte forlade hotellet igen grundet en skade, inden hun kunne afgive sin stemme.

## Juryens stemmer på de to finalepar
| Jurymedlem nr. | Martin og Sandy    | Mille og Christoffer              |
| 1              |                    | Natasha Månsson                   |
| 2              | Nathali Albek      |                                   |
| 3              | Malte Castro       |                                   |
| 4              |                    | Benjamin Ricardo Fernando Houlind |
| 5              |                    | Henrik Houlberg Petersen          |
| 6              | Kasper Birch       |                                   |
| 7              | Christian Nürnberg |                                   |
| 8              | Laura Elley Roebel |                                   |
| Stemmer i alt  | 5                  | 3                                 |